# شهرستان شانیین
شهرستان شانیین (به لاتین: Shanyin County) یک شهرستان‌های جمهوری خلق چین در چین است که در شوجو واقع شده‌است.